# Principauté souveraine de Boisbelle
 (mai 2010).
Si vous disposez d'ouvrages ou d'articles de référence ou si vous connaissez des sites web de qualité traitant du thème abordé ici, merci de compléter l'article en donnant les références utiles à sa vérifiabilité et en les liant à la section « Notes et références ».
La principauté souveraine de Boisbelle, dite également principauté souveraine d'Henrichemont et de Boisbelle, est un ancien alleu français enclavé dans la province de Berry.
Elle est connue pour avoir été la propriété du Grand Sully, qui y construisit une ville nouvelle dédiée au roi Henri IV, Henrichemont.

## Territoire
La principauté comprenait les territoires actuels de Boisbelle, Henrichemont, La Borne, Achères, une partie de Menetou-Salon (le Fief Pot), et quelques parcelles de la commune de Quantilly. La principauté étant répartie dans les trois paroisses de Menetou-Salon, Quantilly et Ivoy-le-Pré, on lui donna parfois le nom de  "royaume des trois paroisses"[réf. nécessaire]. La principauté contenait le château de la Chapelle-d'Angillon remanié au cours des siècles par ses divers propriétaires successifs. 

## Histoire
La principauté de Boisbelle a appartenu successivement à cinq familles : les Seuly, d'Albret (cf. Charles Ier d'Albret), Clèves et Gonzague (Rethel et Nevers : cf. le duc François), et Béthune-Sully (par acquisition en 1605 ; Sully descendait d'ailleurs des anciens Seuly/Sully par son ascendance Melun, sa grand-mère paternelle étant Anne de Melun d'Epinoy de Gand).

### Origine de la principauté
Si l'origine exacte de la principauté et de ses privilèges reste encore à dater, des lettres patentes des ducs de Berry et des rois de France, renouvelées à de nombreuses reprises, les ont reconnus. Citons notamment : franchise des tailles (1386), franchise du service militaire (1443), franchise de gabelle (1610). 
Enclave située au milieu du royaume de France, Boisbelle était "sise près Berri " (et non en Berri). Les princes propriétaires de ce lieu y exerçaient les pouvoirs d'un souverain, faisaient les lois, rendaient justice, et battaient monnaie. Les habitants n'étaient soumis à aucun impôt, taille, corvée ou gabelle, et n'avaient pas d'obligations militaires, ils versaient seulement une redevance pour l'Église. Le sel étant exempt de gabelle sur le territoire de la Principauté, les faux-sauniers en faisaient la contrebande. 
La principauté appartint à la famille des Seuly (ou Sully) avec, en particulier, Henry II de Seuly, premier seigneur auquel on puisse attribuer le titre de Souverain de la Principauté en 1252. Elle passa ensuite dans les possessions de la Maison d'Albret, par le second mariage de Marie de Sully (le 27 février 1400) puis dans celles des Gonzague, ducs de Mantoue-Nevers.
La famille de Sully facilita la fondation en 1125 - par Vulgrain, archevêque de Bourges - d'une abbaye de Cisterciens en un lieu retiré nommé Locus regius -situé au milieu de la forêt proche du château de la Chapelle-d'Angillon. Plusieurs membres de la famille de Sully furent ensevelis dans l'église de l'abbaye de Loroy (dont Henry de Sully qui devint archevêque de Bourges après avoir été moine de ce monastère, qui lança les travaux de reconstruction de la cathédrale gothique et décéda en 1200).

Aujourd'hui les ruines imposantes de l'abbaye se trouvent sur le territoire de Méry-ès-Bois et plusieurs dalles funéraires - primitivement dans l'abbaye de Loroy - ont été transportées dans l'église de cette dernière commune.

### Rachat de la principauté de Boisbelle
Le 31 août 1605, Maximilien de Béthune, baron de Rosny et duc de Sully, protestant et ami d'Henri IV depuis 1572, achète à Charles de Gonzague duc de Nevers et prince de Boisbelle, la terre et seigneurie souveraine de Boisbelle. Cette acquisition en complétait de nombreuses autres faites aux alentours, dont la baronnie de Sully-sur-Loire (1602). Quoique n'ayant aucun lien avec la famille, le nouveau duc de  Sully (1606) se posait en héritier des premiers Seuly, notamment Gilon de Seuly, constructeur des deux forteresses de pierre des Aix d'Angillon et de la Chapelle-d'Angillon. 

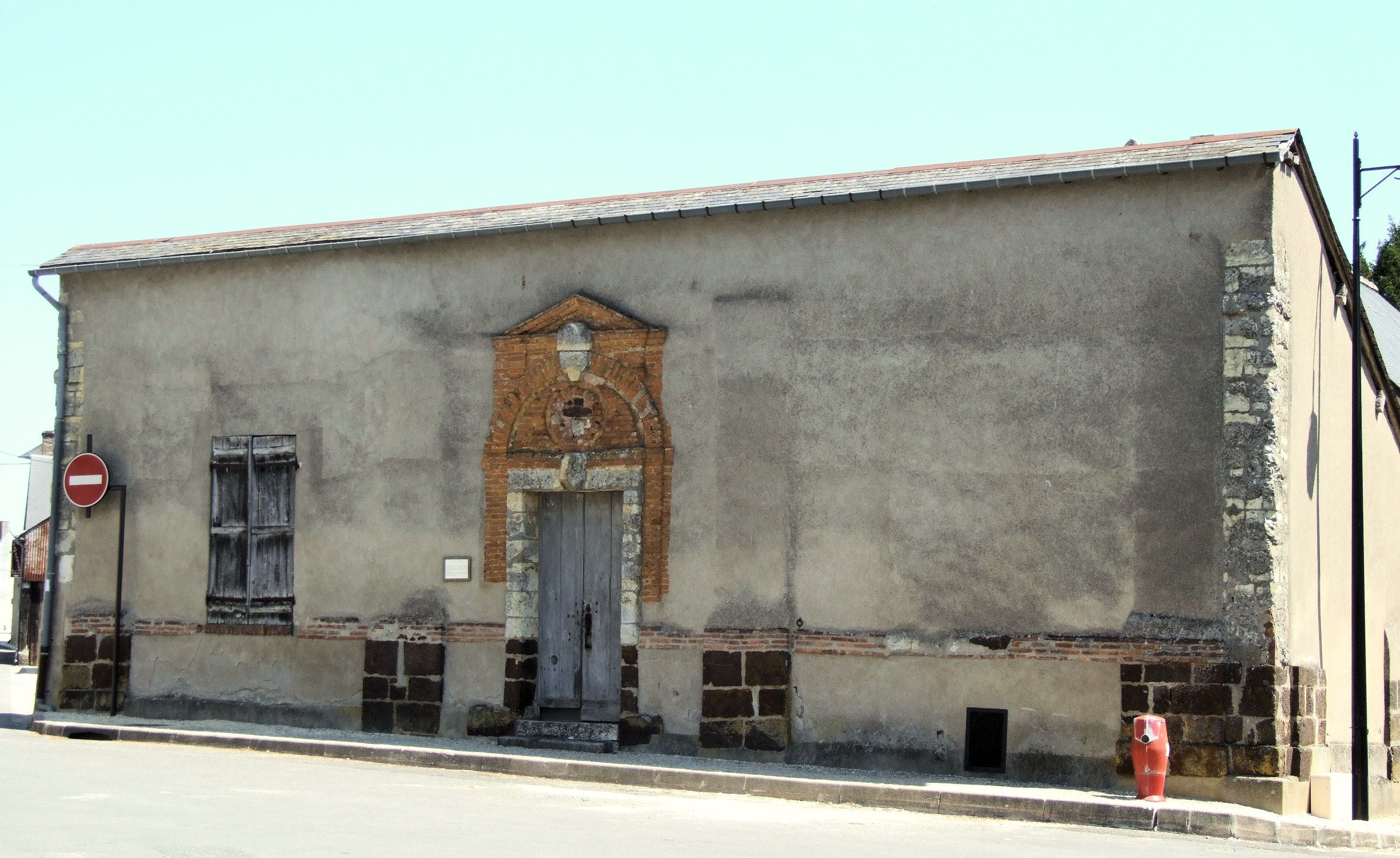
Ancien hôtel des Monnaies à Henrichemont

Dans cette vente de 210 000 livres, sont aussi comprises les seigneuries de La Chapelle-d'Angillon, et les châtellenies d'Orval, de Montrond, Saint-Amand et dépendances situées aux confins du Bourbonnais.
Sully va accroître ses possessions en rachetant d'autres propriétés aux alentours.
On ne connaît pas les raisons qui ont poussé Sully à acheter cette principauté à Charles de Gonzague. On a pu penser qu'il voulait créer un refuge pour les protestants mais rien ne le démontre.
Cette principauté avait l'avantage d'être un alleu souverain. Le propriétaire d'un alleu avait sa terre en pleine propriété selon le droit romain. Il était libre d'en faire ce qu'il voulait sans demander d'autorisation, à la différence d'une terre en fief ou en censive. Boisbelle étant un alleu noble et souverain, le seigneur jouissait de droits régaliens et gouvernait sa terre en toute indépendance. Prince de Boisbelle, Sully pouvait y faire les lois, y rendre la justice et battre monnaie.
Les habitants n'étaient soumis à aucun impôt, taille, corvée ou gabelle, et n'avaient pas d'obligations militaires ; ils versaient seulement une redevance à l'Église.
On peut voir dans cette liberté dont disposait le prince de Boisbelle la raison de l'achat de ces terres ingrates pouvant permettre à Sully de démontrer la validité de ses idées sur le développement économique d'un territoire.
L'augmentation des biens de Sully que permet l'amitié du roi Henri IV va lui attirer la jalousie de beaucoup de princes et de propriétaires d'offices - ce d'autant qu'il met en place avec le roi une structure administrative qui amorce ce qui va aboutir sous Louis XIV à une monarchie absolue.
Henri IV fait de la terre de Sully, qui se trouve au nord de la principauté de Boisbelle, un duché-pairie le 12 février 1606.
À la suite de la pression des Trésoriers de France afin d'obtenir le paiement des taxes par les habitants de la principauté de Boisbelle, pour confirmer ses droits d'alleu souverain dans la principauté de Boisbelle, Sully obtient d'Henri IV une confirmation par les lettres patentes du 11 juillet 1606 et 27 octobre 1606 des franchises dont elle jouit.
Ces lettres-patentes précisent :
- l'étendue de la souveraineté,
- le dégrèvement des sommes réclamées aux habitants en 1598,
- le droit de souveraine justice reconnu comme un pouvoir absolu réservé au propriétaire de la principauté de Boisbelle[2].

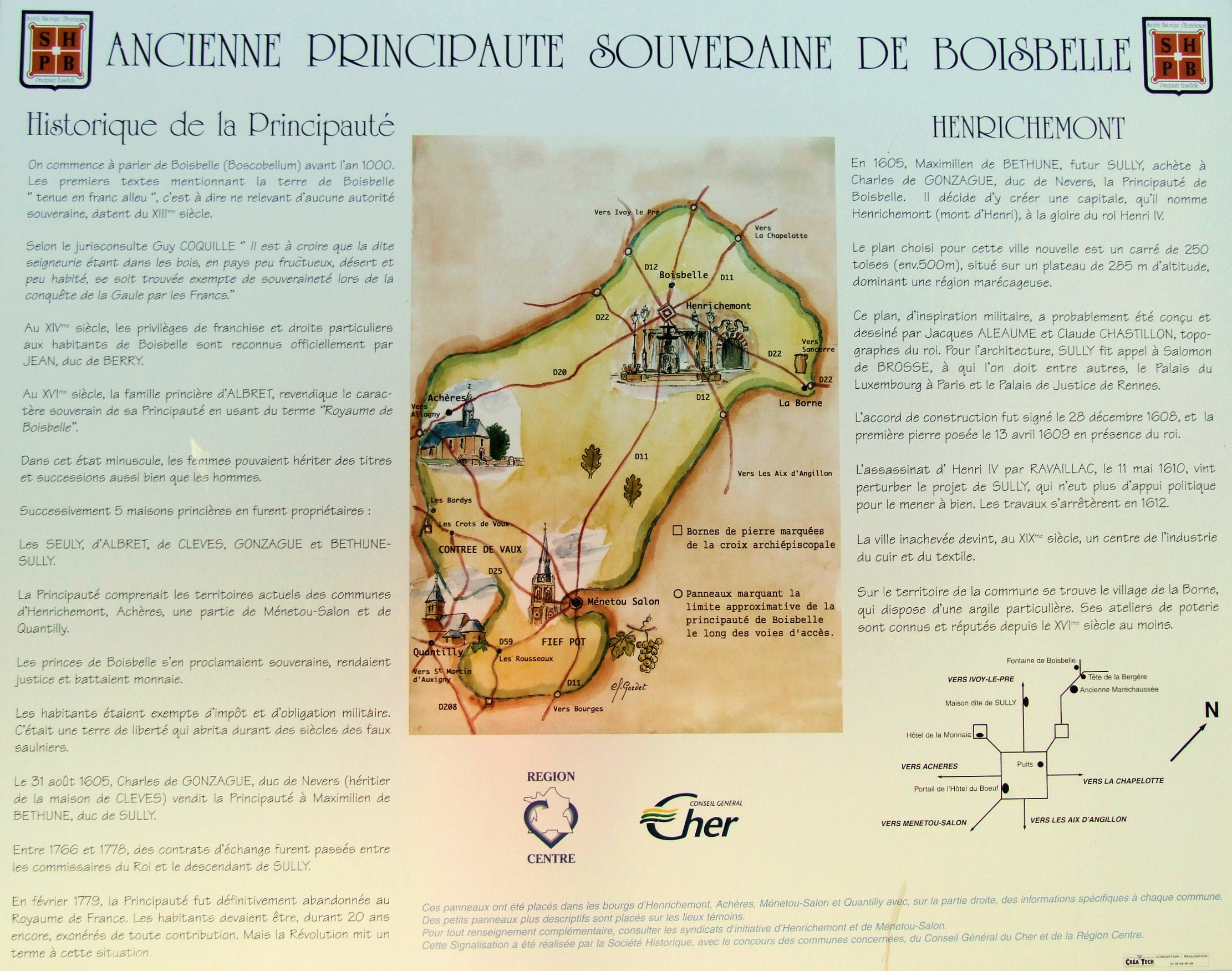
Panneau d'information sur la principauté de Boisbelle

Cette absence de taxes dans la principauté au milieu de terres du domaine royal devant payer des taxes va entraîner des abus. Notamment l'absence de gabelle sur le sel engendre un trafic sur ce produit, signalé par les fermiers généraux de la gabelle du roi qui réclament qu'on y mette un terme. Sully, étant également de fait surintendant des finances depuis 1598, doit aussi défendre les intérêts du roi. Un accord se fait le 1er février 1608 entre les magistrats de Boisbelle et l'adjudicataire des gabelles du Berry sur le prix de vente du sel à cinq livres le minot.
Finalement, pour faire cesser cet affrontement avec les possesseurs d'offices dans le Berry, Henri IV accorde le 23 septembre 1608 des lettres patentes déclarant le peuple de Boisbelle franc et libre à perpétuité en remettant en cause leur franchise de droits sur le sel.

### Création de la ville d'Henrichemont

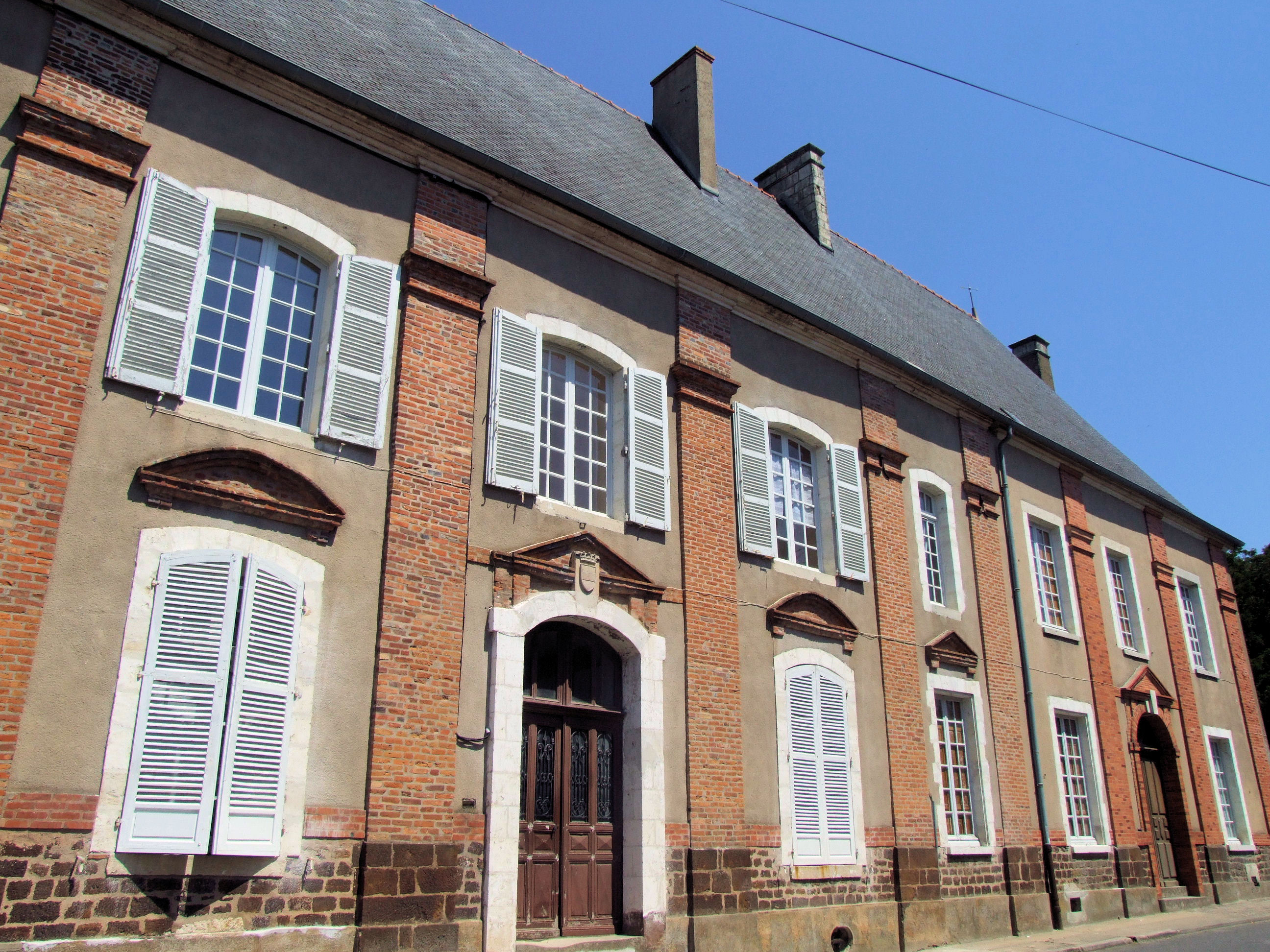
Une maison construite selon les plans de Salomon de Brosse

À cette principauté dont les droits de franc-alleu ont été confirmés par le roi, Sully veut donner une capitale selon un plan rationnel. Charles de Gonzague fait de même à Charleville. Plus tard, le cardinal de Richelieu va créer sa ville à côté de son château.
La ville d'Henrichemont est nommée en l'honneur d'Henri IV.
Pour construire cette ville nouvelle, Sully a choisi des hommes de métier de l'entourage du roi. Le plan, l'organisation générale de la ville, ont dû être discutés avec l'ingénieur du roi Claude Chastillon. Les plans des bâtiments ont été dressés par Salomon de Brosse qui est aussi chargé de la direction générale des travaux.
La ville est prévue suivant un plan fait dans un carré de 256 toises de côté. Il était prévu une église catholique, un temple protestant, un collège, une halle et une hôtellerie. 
Sully passe un marché le 28 décembre 1608 avec des entrepreneurs qui lui sont familiers. Hugues Cosnier, entrepreneur du canal de Briare, et Jonas Robelin, maître maçon de Paris, sont choisis pour la construction de la ville nouvelle. Le traité est dressé par Samuel Christophe, notaire à Boisbelle, et passé par-devant François Le Maréchal, sieur de Corbet, et Pierre Everard, secrétaire de la chambre du roi.
Le plan de la ville est original : une place centrale carrée d'où partent quatre rues dans l'axe des côtes et quatre rues diagonales tracées à partir des coins. Les rues partant des axes des côtés divisent la ville en quatre quartiers. Au centre de chaque quartier, une placette qui communique à la place centrale par une rue diagonale. Seize corps de logis en briques embellis à l'extérieur avec des pilastres sont prévus.
La première pierre de la ville est posée le 13 avril 1609 au logis de M. Descures sur la grand place à laquelle on a donné le nom de Béthune. Les portes de la ville ont reçu les noms de la reine et des princes : porte de la Reine, porte Dauphine, porte d'Anjou, porte d'Orléans.
Comme le fera plus tard Richelieu pour sa ville, Sully a demandé à ses relations de participer à la construction à leurs frais de pavillons. Il encouragea la création de tanneries à Boisbelle et de poteries à La Borne. Si en 1576 la paroisse de Boisbelle comptait environ cinq cents personnes, en 1723 Henrichemont comptera trois mille quatre cents habitants.

### Assassinat du roi Henri IV et fin de la construction de la ville nouvelle
Le roi Henri IV est assassiné par Ravaillac le 14 mai 1610 alors qu'il se rendait à l'Arsenal pour voir Sully.
La mort de son ami va priver Sully de son appui et libérer les opposants à la politique qu'il menait avec le roi. Rapidement, Sully va perdre la plupart de ses fonctions, à commencer par la surintendance des finances. Il avait réussi à redonner au Trésor royal des réserves lui permettant de faire face aux frais de la cour et de l'entretien de l'armée en cas de guerre. La régente Marie de Médicis va réussir à le vider en près d'une année, distribuant des dons pour acheter les soutiens qui lui paraissaient nécessaires. Sully assiste, impuissant, à la dilapidation du fruit de dix ans de travail souvent brutal vis-à-vis des possesseurs d'offices.
À la mort du roi, la ville nouvelle ne comprend que les seuls pavillons de la place centrale et ceux qui longeaient les rues menant aux portes. L'église, le temple et le collège ne sont pas encore construits. Il existe un hôtel des monnaies.
La ville devait être construite en trois ans, mais, dès le début de 1611, les entrepreneurs se plaignirent du coût des travaux. Sully accorda aux quatre principaux une augmentation de 33 % pour certains travaux à condition qu'ils soient achevés au début de l'année 1612. En décembre 1611, seize des participants à l'opération demandèrent aux entrepreneurs les comptes des travaux effectués et de faire établir le toisé. Les entrepreneurs en vinrent à faire un procès contre Sully devant les Requêtes du Palais, Jonas Robelin le 29 mars 1612, Hugues Cosnier le 1er décembre 1612. Les travaux prévus par Sully s'arrêtent en 1612. Le procès va durer dix ans.
L'archevêque de Bourges, Mgr Frémiot, consacre en 1614 l'église Saint-Laurent le jour de la Saint-Laurent.
En 1616, Sully va s'opposer à défendre l'union des Protestants au parti du prince de Condé en révolte contre Marie de Médicis. Lorsqu'en 1619 le prince de Condé va être libéré et retrouver ses droits dans le Berry, il va en résulter une opposition entre le prince de Condé et Sully. Sully devra lui vendre certaines de ses seigneuries, Montrond, Culan, le Châtelet, Orval et Villebon.
Des protestants de Sancerre sont conduits à Henrichemont par un pasteur du nom de François Desfougères à la suite de la prise de Sancerre par le prince de Condé. Un temple a dû être construit dans la ville.
Sully est condamné le 2 avril 1624 par un arrêt du Parlement à payer les ouvrages à leur juste valeur, soit 200 000 livres. Les propriétaires des pavillons vendent leurs propriétés à vil prix dès 1636.
Un atelier monétaire a fonctionné à Henrichement entre 1635 et 1656. Le maître de la Monnaie était, en 1635, Jean Levrat, le greffier Sylvain Prévost et le graveur Clément Legendre.
L'édit de Fontainebleau du 18 octobre 1685 révoquant l'édit de Nantes va entraîner le départ des Protestants de la ville. L'opération immobilière initiée par Sully a donc été un échec.

### Rachat de la principauté de Boisbelle par le roi
La principauté fut acquise par la Couronne le 24 septembre 1766, date à laquelle elle fut cédée au roi par le prince de Béthune, descendant de Sully, et rattachée à l'élection (circonscription fiscale) de Bourges. Ce rachat par le roi va priver les habitants de leurs privilèges, ce qui déclencha les protestations des habitants.
Avec la révolution de 1789 et la création des départements, la principauté cessa d'exister en tant que telle et prit place, avec une partie de l'ancienne province de Berry, dans le nouveau département du Cher.